# 张去华
張去華（938年—1006年），字信臣。開封襄邑（今河南睢縣）人。
生於後晉天福三年（938年），周世宗平定淮南後，張去華寫下《南征賦》、《治民論》，並呈獻給周世宗，周世宗下詔任命他擔任御史台主簿。他是宋太祖建隆二年（961年）的辛酉科狀元。之後擔任秘書郎。太平興國四年（979年），張去華跟隨宋太宗進攻太原。景德元年（1004年）退休。宋真宗时，又在杭州任職。景德三年（1006年）在家中病逝。第十子張師德也是狀元。

## 延伸阅读
[在维基数据编辑]
 《宋史·卷306》，出自脱脱《宋史》